# Loretta Abbott
Loretta Abbott (ur. 1 marca 1933 w Nowym Jorku, zm. 5 czerwca 2016 tamże) – amerykańska tancerka, aktorka, piosenkarka, choreografka i nauczycielka. Tańczyła m.in. na Broadwayu. Była afroamerykanką.

## Biografia
Loretta Abbott urodziła się 1 marca 1933 w Nowym Jorku jako córka panamczyka Alfreda Bruce Abbotta. Zaczęła tańczyć w wieku 3 lat. Zaczęła brać lekcje fortepianu, śpiewu i tańca w wieku 5 lat, jej nauczycielami byli Ruth Williams i Henry La Tanga. W 1971 została członkiem założycielem Universal Experience Dance George Faison. Abbott zaczęła wkrótce występować w pokazów talentów dla dzieci. Ukończyła Hunter College i zaczęła przez krótki czas pracować jako nauczycielka. Wystąpiła w takich filmach jak: Lenox Hill Playhouse (1960) i Dark Of The Moon. W latach 60 zaczęła tańczyć w Teatrze Tańca Alvina Aileya. Loretta Abbott pracowała z takimi tancerzami jak: Walter Nicks, Talley Beatty, Geoffrey Holder, Eleo Pomare, Louis Johnson, Marvin Gordon, Jean Leon Destine, Fred Benjamin, Andy Torres, Glenn Brooks i Donald McKayle. Podczas pracy z Walterem Nicksem poznała tancerza Ala Perrymana, który został jej partnerem tanecznym przez całe życie.
Zmarła 5 czerwca 2016 w wieku 83 lat w swoim domu w Nowym Jorku.